# Murowane (rejon lwowski)
Murowane, Laszki Murowane (ukr. Муроване) – wieś na Ukrainie, w obwodzie lwowskim, w rejonie lwowskim, siedziba hromady. Liczy około 4400 mieszkańców.
Za II RP w powiecie lwowskim (województwo lwowskie). Od 1 sierpnia 1934 Laszki Murowane należały do gminy Malechów.
We wsi znajdował się murowany dwór wybudowany w XVIII w. o ścianach grubych na 1,5 m. Obiekt, otoczony parkiem o powierzchni 25 ha, posiadał sklepione stropy w piwnicach i pokojach.